# 25th Anniversary - Live in Amsterdam
25th Anniversary - Live in Amsterdam je četrti album v živo ameriške rock skupine Toto, ki je izšel leta 2003 pri založbi Columbia Records ob 25. obletnici nastanka skupine Toto. Album je bil posnet na koncertu skupine Toto, 17. februarja 2003 v Heineken Music Hall, v Amsterdamu. Poleg CD-plošče je izšla tudi DVD-plošča.

## Seznam skladb

### CD
| Št. | Naslov                         | Pisec                                                                                  | Dolžina |
| --- | ------------------------------ | -------------------------------------------------------------------------------------- | ------- |
| 1.  | „Girl Goodbye‟                 | David Paich                                                                            | 3:43    |
| 2.  | „Goodbye Elenore‟              | David Paich                                                                            | 1:53    |
| 3.  | „Child's Anthem‟               | David Paich                                                                            | 0:56    |
| 4.  | „I'll Supply the Love‟         | David Paich                                                                            | 1:20    |
| 5.  | „Gift With a Golden Gun‟       | David Paich, Bobby Kimball                                                             | 4:48    |
| 6.  | „While My Guitar Gently Weeps‟ | George Harrison                                                                        | 5:44    |
| 7.  | „Bodhisattva‟                  | Walter Becker, Donald Fagen                                                            | 4:54    |
| 8.  | „Africa‟                       | David Paich, Jeff Porcaro                                                              | 7:08    |
| 9.  | „Waiting for Your Love‟        | David Paich, Bobby Kimball                                                             | 6:29    |
| 10. | „Georgy Porgy‟                 | David Paich                                                                            | 2:12    |
| 11. | „Lion‟                         | David Paich, Bobby Kimball                                                             | 1:30    |
| 12. | „Hydra‟                        | Steve Lukather, David Paich, Jeff Porcaro, Bobby Kimball, Steve Porcaro, David Hungate | 1:25    |
| 13. | „English Eyes‟                 | David Paich, Jeff Porcaro, Bobby Kimball, Steve Porcaro                                | 2:22    |
| 14. | „Till the End‟                 | David Paich, Joseph Williams                                                           | 0:41    |
| 15. | „I Won't Hold You Back‟        | Steve Lukather                                                                         | 5:26    |
| 16. | „Rosanna‟                      | David Paich                                                                            | 8:45    |
| 17. | „Afraid of Love‟               | Steve Lukather, David Paich, Jeff Porcaro                                              | 4:41    |
| 18. | „Hold the Line‟                | David Paich                                                                            | 4:40    |
| 19. | „Home of the Brave‟            | Steve Lukather, David Paich, Joseph Willams, Jimmy Webb                                | 8:11    |

### DVD
Avtor vseh skladb je David Paich, razen, kjer je posebej označeno.
1. Medley:
  - »Girl Goodbye«
  - »Goodbye Elenore«
  - »Child's Anthem«
  - »I'll Supply the Love«
2. »Gift With a Golden Gun« (Bobby Kimball/David Paich)
3. »While My Guitar Gently Weeps« (George Harrison)
4. »Bodhisattva« (Walter Becker/Donald Fagen)
5. »Africa«
6. Keyboard Solo
7. »Dune«
8. »Don't Stop Me Now« (Steve Lukather/David Paich)
9. Medley: (Toto)
  - »Waiting for Your Love«
  - »Georgy Porgy«
  - »Lion«
  - »Hydra«
  - »English Eyes«
  - »Till the End«
10. »I Won't Hold You Back« (Steve Lukather)
11. »Rosanna«
12. »Afraid of Love« (Steve Lukather/David Paich/Jeff Porcaro)
13. »Hold the Line«
14. »Next to You«
15. »Home of the Brave« (Steve Lukather/David Paich/Jimmy Webb/Joseph Williams)
16. »White Sister«

## Zasedba

### Toto
- Bobby Kimball – solo vokal, spremljevalni vokal
- Steve Lukather – kitare, solo vokal, spremljevalni vokal
- David Paich – klaviature, solo vokal, spremljevalni vokal
- Mike Porcaro – bas kitara
- Simon Phillips – bobni, tolkala

### Dodatni glasbeniki
- Tony Spinner – spremljevalni vokal, kitara
- John Jessel – spremljevalni vokal, klaviature